# Colembert
Colembert település Franciaországban, Pas-de-Calais megyében. Lakosainak száma 907 fő (2022. január 1.). Colembert Boursin, Bellebrune, Nabringhen, Sanghen, Le Wast, Alembon, Alincthun, Belle-et-Houllefort és Henneveux községekkel határos.

## Népesség
A település népességének változása:
| Lakosok száma | 831  | 892  | 936  | 942  | 955  | 971  | 950  | 928  | 907  |
|               | 2013 | 2015 | 2016 | 2017 | 2018 | 2019 | 2020 | 2021 | 2022 |